# 富埃特文图拉岛
富埃特文图拉岛（西班牙語：Fuerteventura）是西班牙加那利群岛的一部分，位于大加那利岛和兰萨罗特岛之间。富埃特文图拉岛面积约1660平方公里，是加那利群岛中的第二大岛。
|                    |                    |
| 富埃特文图拉岛旗帜 | 富埃特文图拉岛徽章 |

## 地质
富埃特文图拉岛是在大约两千万年前形成的，是加那利群岛中最老的岛屿。在地理上它是和兰萨罗特岛连在一起的，两岛都位于同一高原上，两岛之间的海底只有四五十米深。
和加那利群岛中的其它岛屿一样，富埃特文图拉岛也是源于火山爆发。最早的火山爆发是在海平面以下，其地表构造在之后被托至水面。之后的火山爆发是在海平面以上，有着典型的火山口形状。岛屿的大部分是在五百万年前形成的，之后地表被风和其它气候状况侵蚀。在岛西部海岸线的海床上有22公里长、11公里宽的岩石带，这块岩石带是在史前某个时期从岛上平滑下来，还保留着其原始地貌。岛上最后一次的火山爆发是在大约五千年前。

## 历史
据信，富埃特文图拉岛最早的定居者来自北非。公元前11世纪，腓尼基人来到富埃特文图拉岛和兰萨罗特岛。公元前850年，荷马在《奥德赛》中提及富埃特文图拉岛。1405年，法国探险家让·德贝当古征服富埃特文图拉岛，并以其名字命名了岛首府贝坦库里亚（1835年后被罗萨里奥港取代）。岛屿的名字据信是来自德贝当古的感叹：“Quelle forte aventure!（多么壮丽的冒险啊）”，而实际上其名字来自西班牙语，意为“强大的财富”。1852年，西班牙女王伊莎贝拉二世将加那利群岛改为自由贸易区。1859年，富埃特文图拉岛自1708年开始的军事统治解体，罗萨里奥港正式成为新的首府。

## 行政区划
富埃特文图拉岛行政上属于加那利自治区拉斯帕尔马斯省，共分为6个市镇：安蒂瓜、贝坦库里亚、拉奥利瓦、帕哈拉、罗萨里奥港和图伊内赫。

## 经济

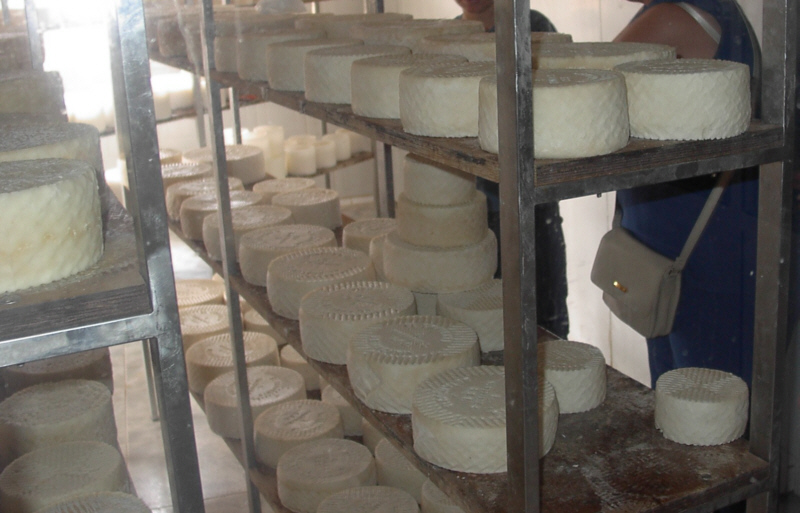
島上生產的起士(majorero)

富埃特文图拉岛的经济支柱是旅游业。主要的旅游区域是北部和西南部靠沙滩的小镇以及首府罗萨里奥港南边的一个旅游度假区。其它的行业是渔业和农业（谷类和蔬菜）。岛上有一种奶酪特产。

### 旅游业
自从富埃特文图拉机场开始建设之后，第一家度假旅店在1965年建成。富埃特文图拉岛每年有约1000小时的日照时光，使它成为欧洲一个重要的度假目的地。岛上有着完善的旅游服务设施，却不像其它一些岛屿那样过度开发，因此吸引了很多游客来欣赏它的原始粗犷自然之美。
夏季的信风和冬季大西洋的波涛是这个岛成为冲浪者的天堂。北部和西部向风的地方如科拉莱霍（Corralejo）和埃尔科蒂略（El Cotillo）备受欢迎。滑浪风帆也适合在全岛各个海滩上。大西洋清澈的海水也给航海、潜水、钓鱼等活动提供优良的场所。岛上起伏的山峦也吸引很多的徒步者。
很多度假游客是冲着岛上的阳光和沙滩来的。主要的度假区有北部的科拉莱霍的沙滩和旁边的沙丘、南部从科斯塔卡尔马（Costa Calma）到莫罗哈布莱（Morro Jable）的沙滩，以及位于首府罗萨里奥港和机场南边专门为度假而开发的卡莱塔-德福斯特（Caleta de Fuste）小镇。在沙滩上有不少的天体爱好者。
其它值得一游的地方有西北岸的渔村埃尔科蒂略、岛中部的历史名城贝坦库里亚（本岛的第一个首府）和科拉莱霍对岸的小岛洛沃斯岛等。

## 图集

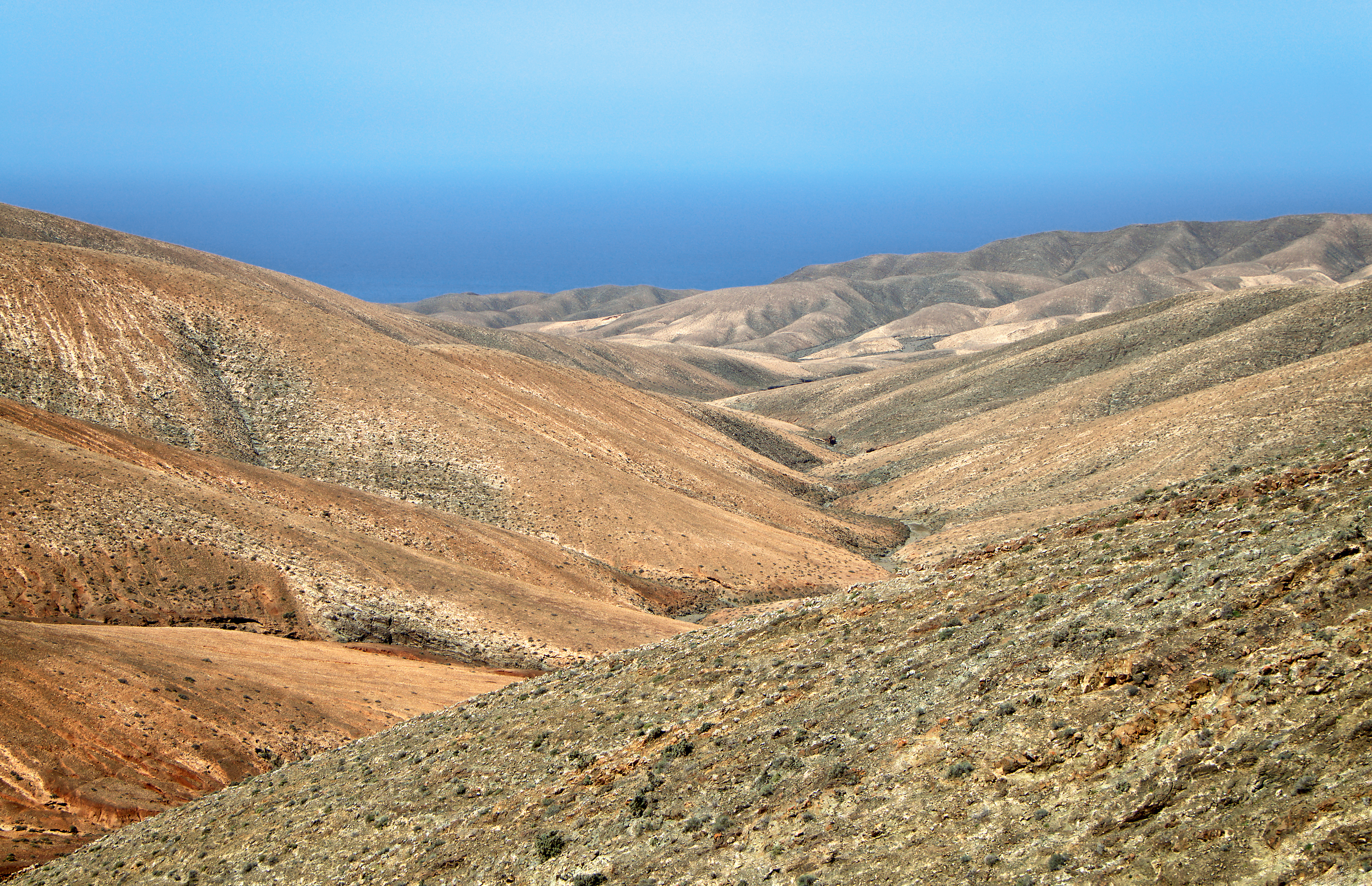
山谷（Barranco Valle de la Fuente）
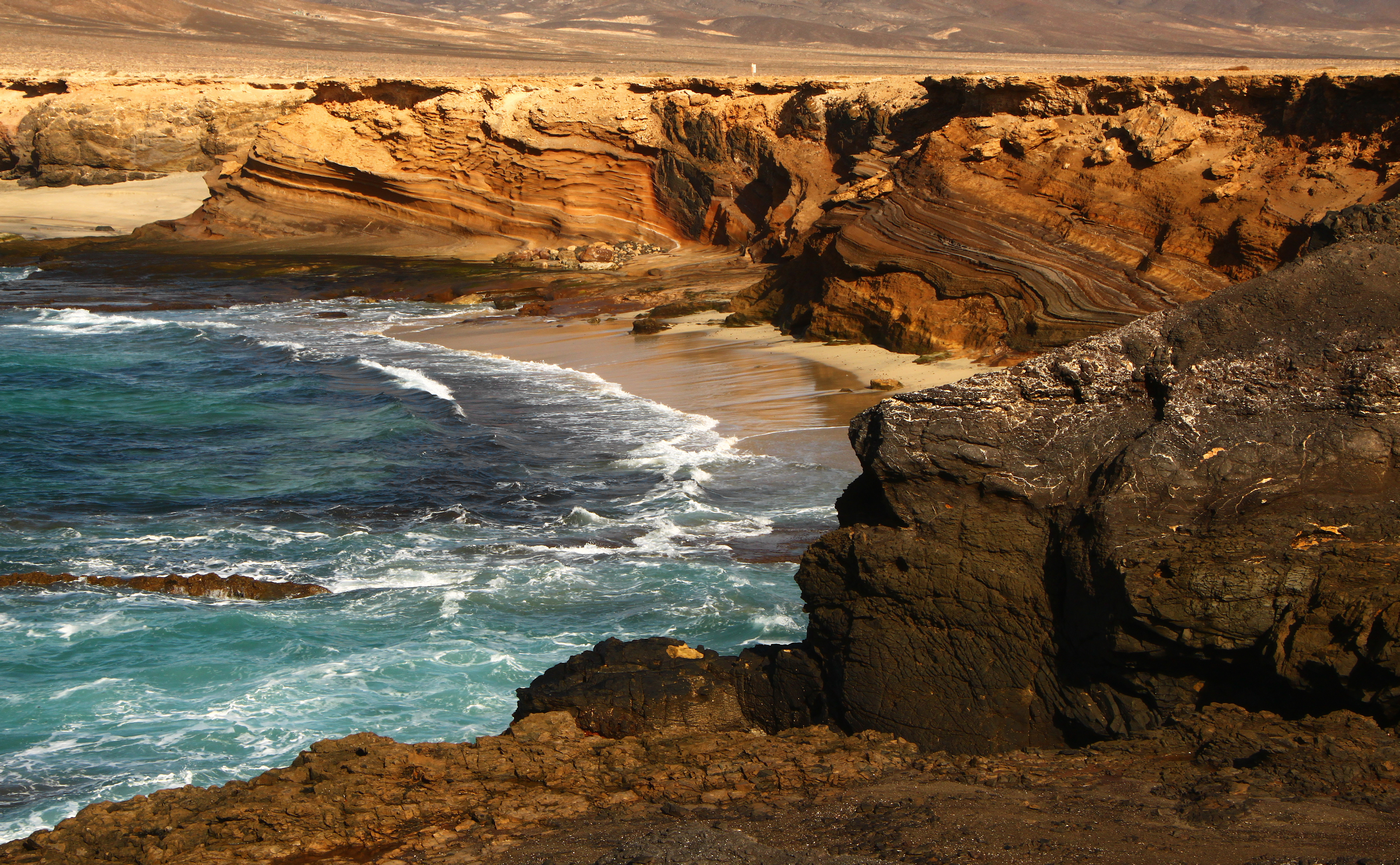
海滩（Playa de Ojos）
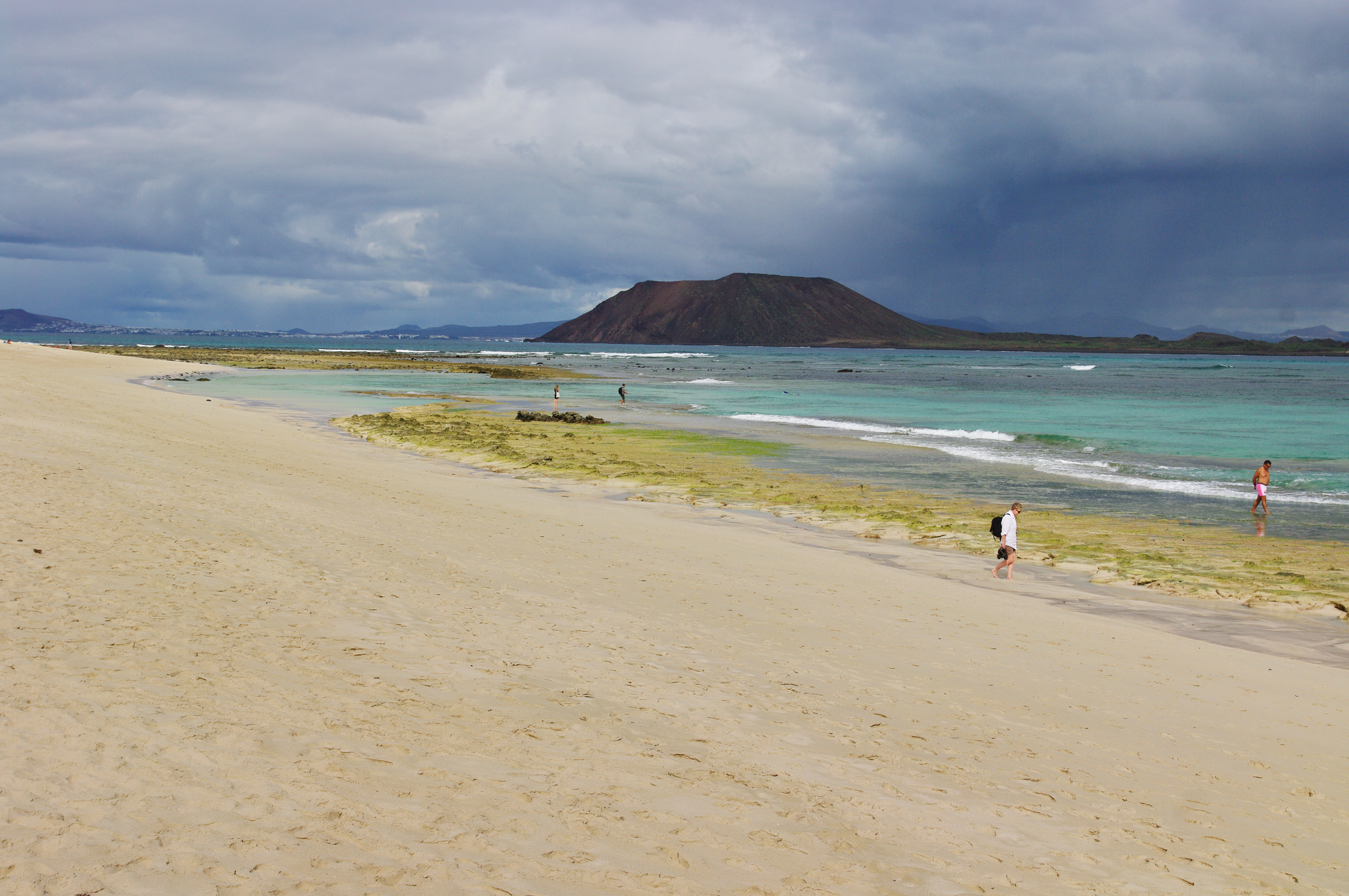
科拉莱霍的沙滩，对面为洛沃斯岛
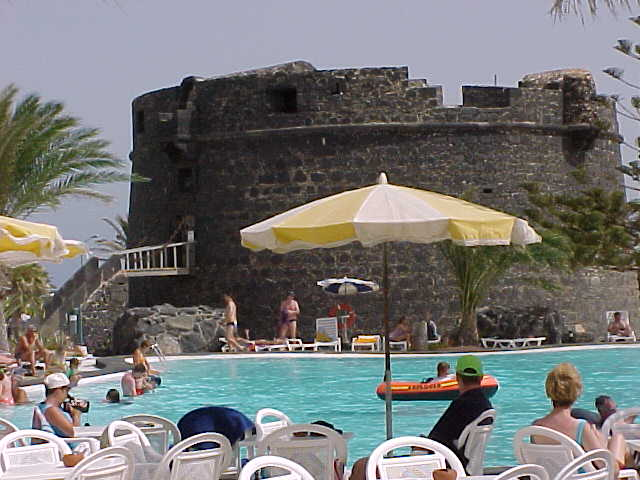
卡莱塔-德福斯特濱海度假區
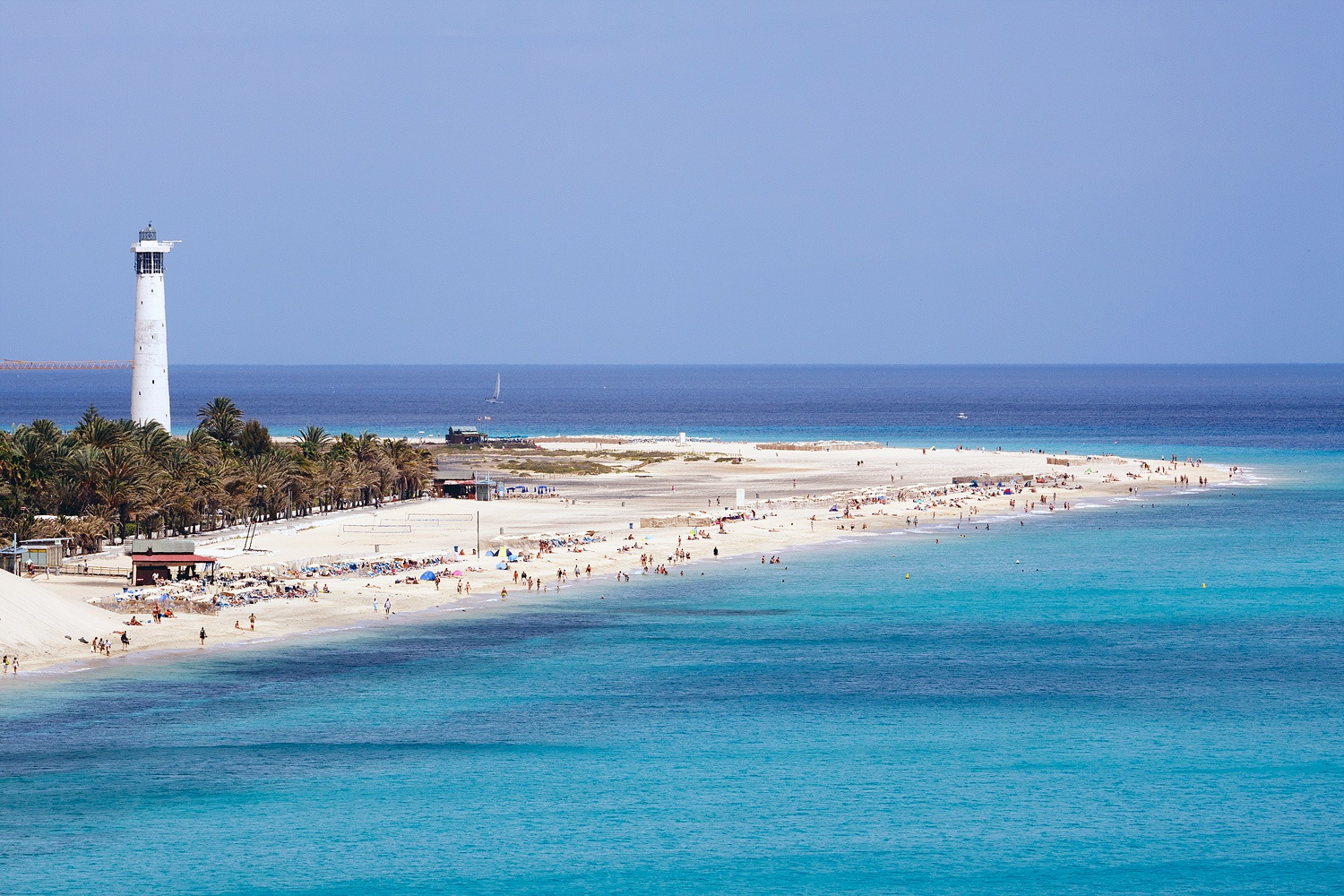
莫罗哈布莱的沙滩和灯塔
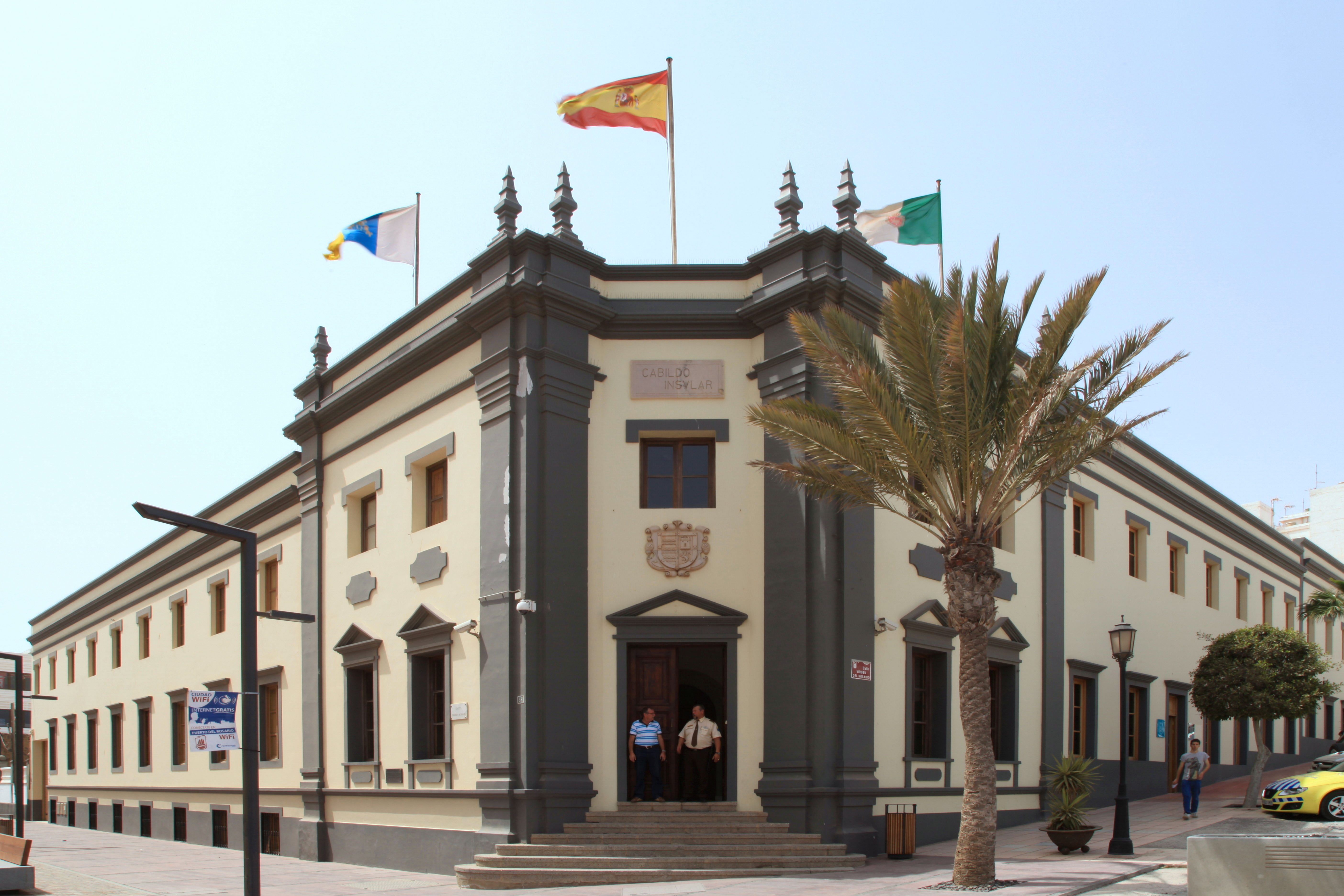
富埃特文图拉岛政府大楼
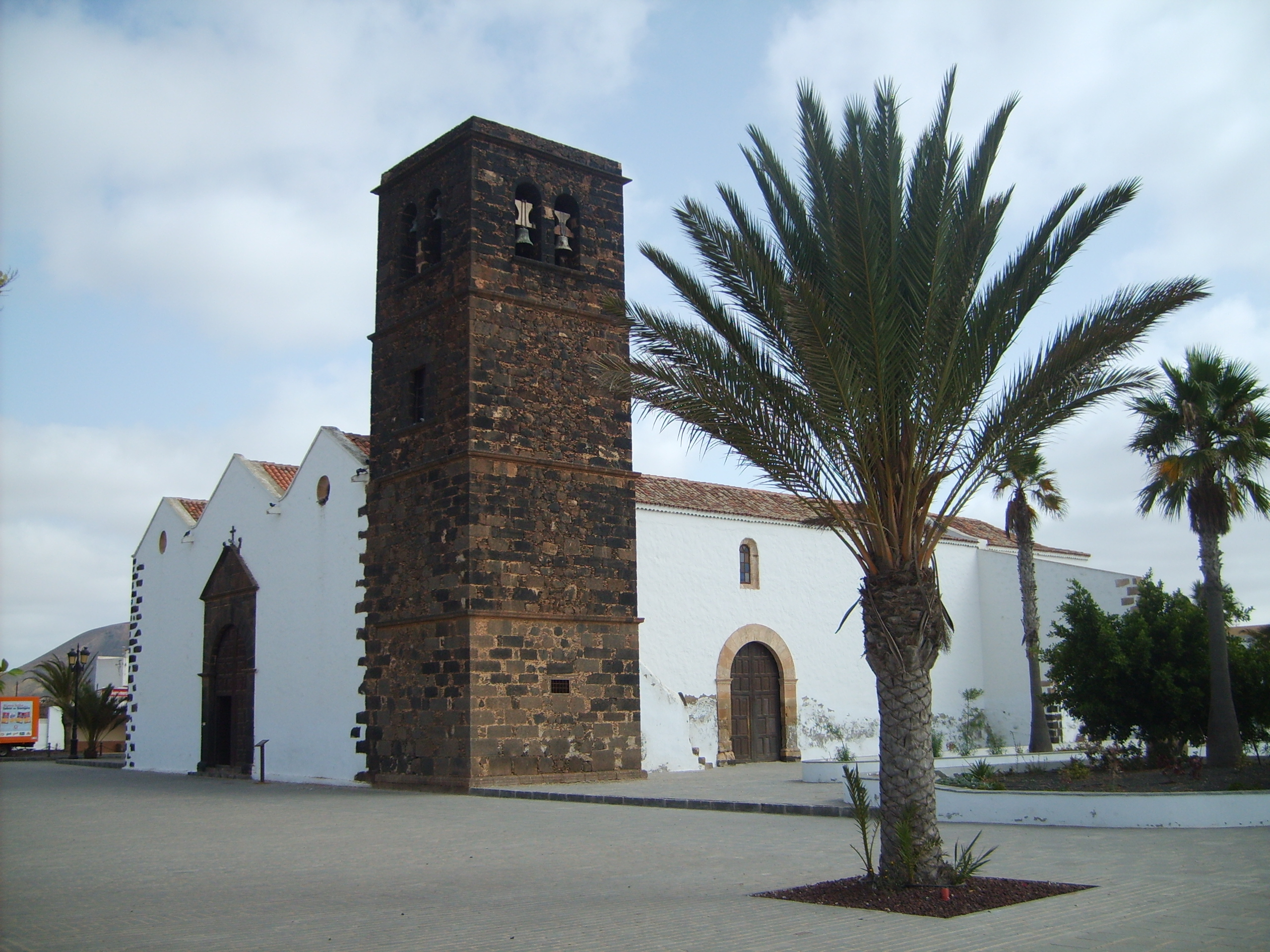
位于拉奥利瓦的教堂
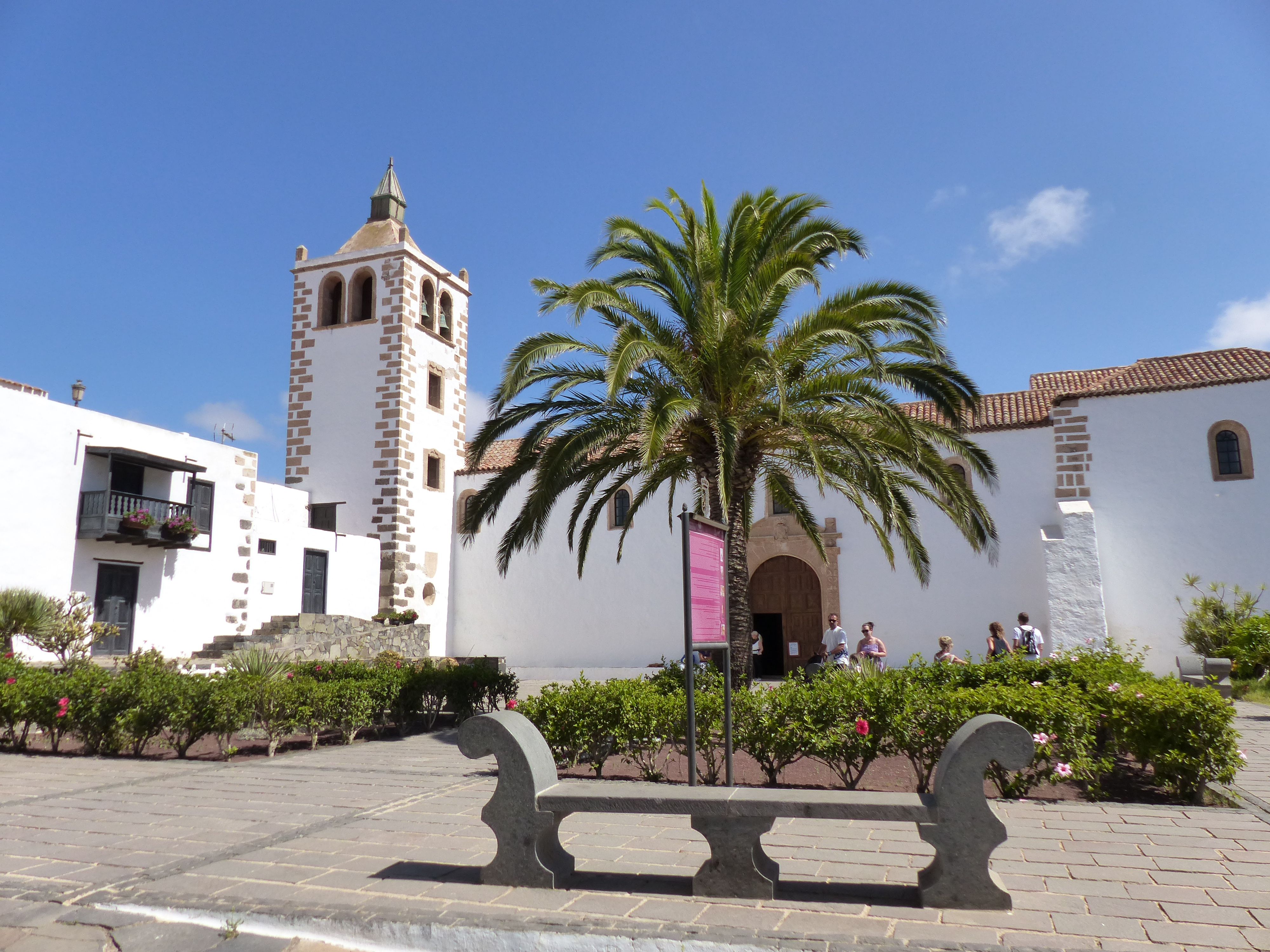
位于贝坦库里亚的圣玛丽亚教堂